# Hieron II af Syrakus
Hieron II (græsk: Ἱέρων Β΄; c. 308 f.Kr. – 215 f.Kr.), også kaldet Hiero II, var den græske konge af Syrakus, græsk Sicilien, fra 275 til 215 f.Kr.. Han var den uægte søn af en syrakusisk adelsmand, Hierokles, som hævdede at stamme fra Gelon. Han havde tidligere været general for Pyrrhus af Epirus og var en vigtig skikkelse i den Første Puniske Krig. Han figurerer i historien om den berømte tænker Archimedes, der råber "Eureka".

## Vej til magten
Da Pyrrhus forlod Sicilien (275 f.Kr.), udnævnte den syrakusanske hær og byens borgere Hieron til øverstbefalende. Han styrkede sin position ved at gifte sig med datteren af Leptines, en af de ledende borgere i Syrakus. I mellemtiden havde Mamertinerne (en gruppe lejesoldater fra Campania), som tidligere var blevet hyret af Agathokles (den afdøde kong af Syrakus), erobret fæstningen Messina og begyndte at chikanere grækerne omkring dem. De blev til sidst besejret i et afgørende slag nær Mylae ved Longanus-floden af Hieron, som kun blev forhindret i at erobre Messina af den kartagensiske indblanding. Hans taknemmelige landsmænd gjorde ham derefter til konge (275 f.Kr.), men i modsætning til tidligere konger eller tyranner af Syrakus, regerede han inden for loven og samarbejdede med Syrakus' forsamlinger og udrensede aldrig sine modstandere.

## Første Puniske Krig
I 264 f.Kr. vendte han tilbage og angreb mamertinerne igen. Mamertinerne blev desperate og anmodede om hjælp fra Rom. Hieron sluttede sig straks til den kartagensiske leder Hanno, som for nylig var landet på Sicilien. Men efter at have udkæmpet et slag med et uafklaret resultat mod romerne, under ledelse af konsulen Appius Claudius Caudex, trak han sig tilbage til Syrakus.
Presset af de romerske styrker indgik han i 263 f.Kr. en traktat med Rom, hvorved han skulle regere over den sydøstlige del af Sicilien og østkysten så langt som til Tauromenium.

## Efter den Puniske Krig
Fra dette tidspunkt til sin død i 215 f.Kr. forblev han loyal overfor romerne og hjalp dem ofte med mænd og forsyninger under den Puniske Krig. Han opretholdte en stærk flåde til defensive formål og ansatte sin berømte slægtning Archimedes i konstruktionen af de motorer, der på et senere tidspunkt spillede en så vigtig rolle under romernes belejring af Syrakus.

## Forbindelse til "eureka"-historien
I henhold til en historie fortalt af Vitruvius havde Hieron mistanke om, at han blev snydt af en guldsmed, som han havde leveret guldet til for at lave en votivkrone til et tempel. Han bad Arkimedes finde ud af, om alt guldet var blevet brugt, som det var aftalt. Arkimedes, efter at have opdaget princippet om forskydning, der er nødvendig for at måle tætheden af kronen, siges at have råbt "eureka, eureka!" mens han løber nøgen gennem Syrakus. Angiveligt var det, mens han bemærkede stigningen i vandstanden, da han fyldte et badekar, at Archimedes indså, at han kunne bruge vandforskydning til at måle kronens uregelmæssige form, og i sin begejstring over opdagelsen styrtede han udenfor, jublende, og glemte at klæde sig på først. Vitruvius afslutter denne historie med at sige, at Archimedes' metode med succes afslørede guldsmedens bedrageri; smeden havde faktisk taget noget af guldet og erstattet det med sølv.

## Arv og hæder
Et billede af Syrakus' velstand under hans styre gives i det sekstende idyllion af Theokrit, hans yndlingsdigter.
I 1500-tallets værketet Fyrsten (kapitel 6) citerer Machiavelli Hieron som en usædvanlig dydig mand og et sjældent eksempel på en, der steg til fyrstelig magt fra tidligere at være en privatperson. Machiavelli sammenligner ham med Moses, Kyros, Theseus og Romulus.

## Yderligere læsning
- de Lisle, Christopher (2022). "The Autocratic Theatre of Hieron".  I Csapo (red.). Theatre and Autocracy in the Ancient World (engelsk). Walter de Gruyter GmbH & Co KG. s. 55-69. ISBN 978-3-11-098038-7.
- Lehmler, Caroline (2005). Syrakus unter Agathokles und Hieron II.: die Verbindung von Kultur und Macht in einer hellenistischen Metropole. Berlin: Verlag Antike. ISBN 978-3-938032-07-7.